# Pachydermia (chi ốc biển)
Pachydermia là một chi ốc biển, là động vật thân mềm chân bụng sống ở biển trong họ Neomphalidae.

## Các loài
Chi này gồm có các loài sau:
- Pachydermia laevis Warén & Bouchet, 1989[3]
- Pachydermia sculpta Warén & Bouchet, 1993[4]